# Adams County (Indiana)
Adams County is een county in de Amerikaanse staat Indiana.
De county heeft een landoppervlakte van 879 km² en telt 33.625 inwoners (volkstelling 2000). De hoofdplaats is Decatur.

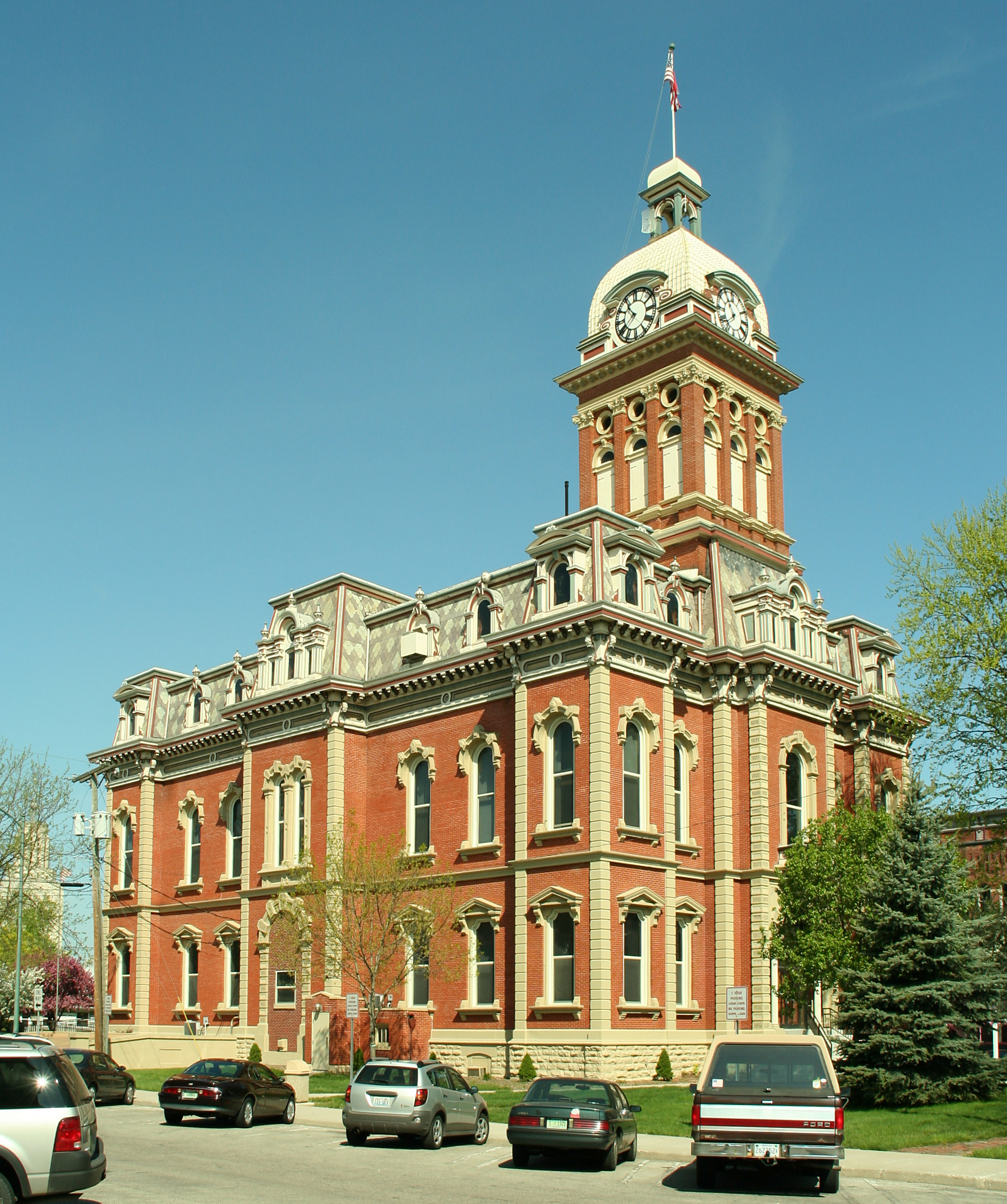
Courthouse, Decatur (Indiana)
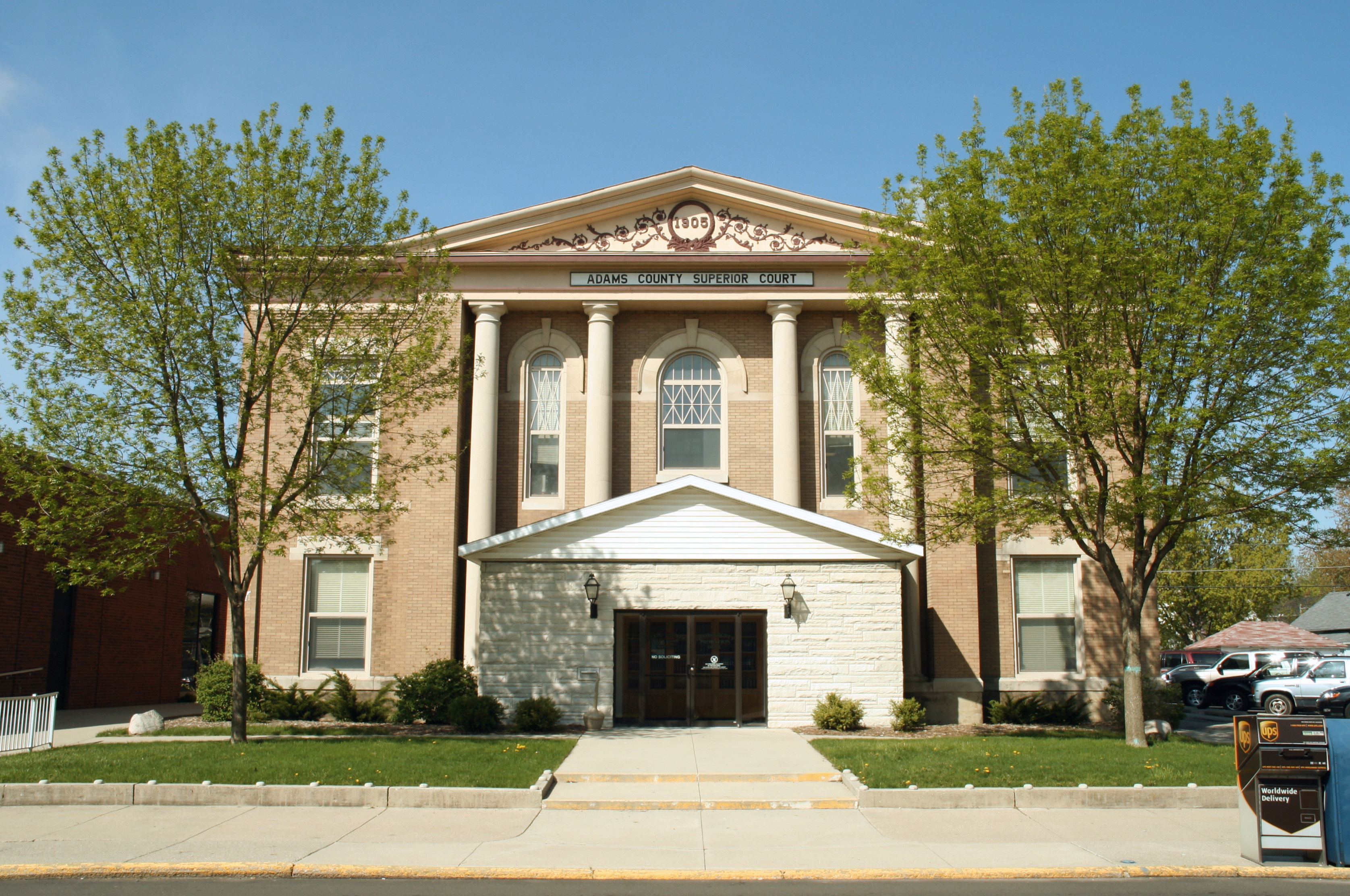
Superior Court, Decatur (Indiana)